# Radegunda
Radegunda (em francês:  Radegonde; Erfurt, 518 — Poitiers, 13 de agosto de 587) foi esposa do rei da dinastia merovíngia Clotário I e e tornou-se rainha do reino franco de Soissons. Empenhou-se na difusão do cristianismo a seus súditos e fundou igrejas e monastérios onde esteve presente. Veio a ser venerada como santa da Igreja Católica.

## Biografia
Era filha do rei da Turíngia, Bertacário, e de sua esposa de nome desconhecido. Quando os reis francos Teodorico I e Clotário I conquistaram a Turíngia em 531, Radegunda foi presa por Clotário em Nêustria com outros prisioneiros e companheiros. Foi um dia à corte de Soissons e, quando o rei viu sua beleza, decidiu torná-la sua esposa, enviando-a a Athies para receber uma educação digna de uma rainha. 
Radegunda decidiu entregar-se à vontade do rei e, relutante, casou-se com ele em 540. O matrimônio, devido a brutalidade do marido, foi demasiadamente infeliz e acabou definitivamente quando Clotário resolveu matar Clotacário, o único sobrevivente da família de Radegunda. Ela decidiu abandonar o marido (com autorização dele) e consagrar-se a Deus.

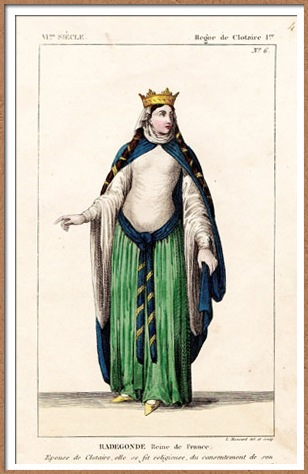
Representação da rainha de 1836.

Recebeu o título de diaconisa de São Medardo e ingressou no monastério de Tours (onde encontrou sua companheira, Santa Clotilde); transferiu-se para Saix, onde se dedicou à assistência dos leprosos. Em Poitiers, fundou seu próprio mosteiro, adotando a regra para mosteiros femininos de Cesário de Arles, tendo sido escolhida como abadessa uma pessoa de sua confiança, a monja Agnes.
Por volta de 570, obteve do rei Sigeberto autorização para adquirir em Constantinopla relíquias da Vera Cruz, o que provocou a ira do bispo de Poitiers, Meroveu. Este, como guardião do culto de Santo Hilário de Poitiers, provavelmente temia a concorrência da relíquia vinda do Oriente: um fragmento da cruz de Cristo era uma peça com potencial suficiente para ofuscar o culto do confessor Hilário, reduzindo com isso a importância do bispo local. Meroveu recusou-se a presidir a entronização da nova relíquia. A cerimônia foi então conduzida pelo bispo de Tours, Santo Eufrônio (556 - 573), mediante autorização de Sigeberto.
Em 587, a santa morreu e foi enterrada na Igreja de Santa Maria Extramuros, mais tarde renomeada para Igreja de Santa Radegunda, em Poitiers. Meroveu, sob o pretexto de estar em visita a uma de suas paróquias, não celebrou a missa solene nos funerais. A incumbência mais uma vez coube ao bispo de Tours, agora na pessoa de Gregório. Até então o mosteiro funcionara quase que independentemente da diocese de Poitiers, reportando-se diretamente ao rei franco que tinha jurisdição sobre a cidade. Mas, após a morte de Radegunda, a abadessa solicitou a proteção do bispo. Meroveu obteve autorização por escrito do rei Quildeberto para manter o mosteiro sob sua supervisão direta.
Recebeu honrosamente a dedicação, por Gregório de Tours, de uma página na Historia Francorum.